# Graciela Salicrup
Graciela Salicrup López (Ciudad de México,  7 de abril de 1935-29 de junio de 1982) fue matemática, arquitecta mexicana, investigadora considerada pionera de la rama de topología categórica. El salón principal del Instituto de Matemáticas de la UNAM lleva su nombre.

## Trayectoria
Graduada de la Escuela Nacional Preparatoria en una época en que no era común que una mujer recibiera educación superior, mucho menos en ciencias, su familia calificó de extravagancia su interés por forjarse como matemática; se concedió que estudiara Arquitectura mientras consultaba al psiquiatra Armando Hinojosa. El resultado de este acuerdo llevó a Salicrut y a Hinojosa a casarse y a que en 1959, Graciela se graduara como arquitecta. 
La inclinación por la mátemática y la geografía le llevó a trabajar con la antropóloga Laurette Séjourné en la zona arqueológica de Teotihuacán haciendo levantamientos y planos y dirigiendo algunas de las excavaciones buscando comprender la vida de los habitantes a través de la geometría de las ruinas. 
En el año de 1964 ingresó a la carrera de Matemáticas en la Facultad de Ciencias de la UNAM, y en la siguiente década obtendría la maestría tras sus años como docente en la Facultad. Fue nombrada investigadora especial del Instituto de Matemáticas en 1970. 
Su trabajo con Roberto Vazquez, quien fungiera como su asesor doctoral, produjo una serie de artículos donde analizaron problemas topológicos por medio de métodos categóricos desarrollando maquinaria categórica faltante; esto se concreta cuando consigue su tesis doctoral en el año de 1978 con el trabajo ¨Epirreflexividad y conexidad en categorías concretas topológicas¨. Su trabajo se centró en la estructura de la categoría Top de espacios topológicos y con funciones continuas. Su trabajo relaciona conceptos como la reflexividad o correflexividad con los de conexión y convivencia, tanto en Top como en determinadas subcategorías de Top (y en algunas categorías concretas más generales). Los artículos de los que fue coautora con Vázquez, sucedieron siempre fueron en publicaciones en español, por lo que su difusión fue escasa y muchos matemáticos no estaban al tanto de su trabajo.
Participó en el Congreso sobre Aspectos Categóricos de Topología y Análisis en Ottawa, la Conferencia Internacional de Teoría de Categorías en Gummersbach y al Taller sobre Tópicos Especiales en Topología y Teoría de Categorías en Bremen en el año de 1981. Se interesó por el trabajo Horst Herrlich y George Strecker con quiene colaboró hasta 1982. 

Fue elegida miembro de la Sociedad Matemática Mexicana con reciprocidad a la American Mathematical Society en 1973.

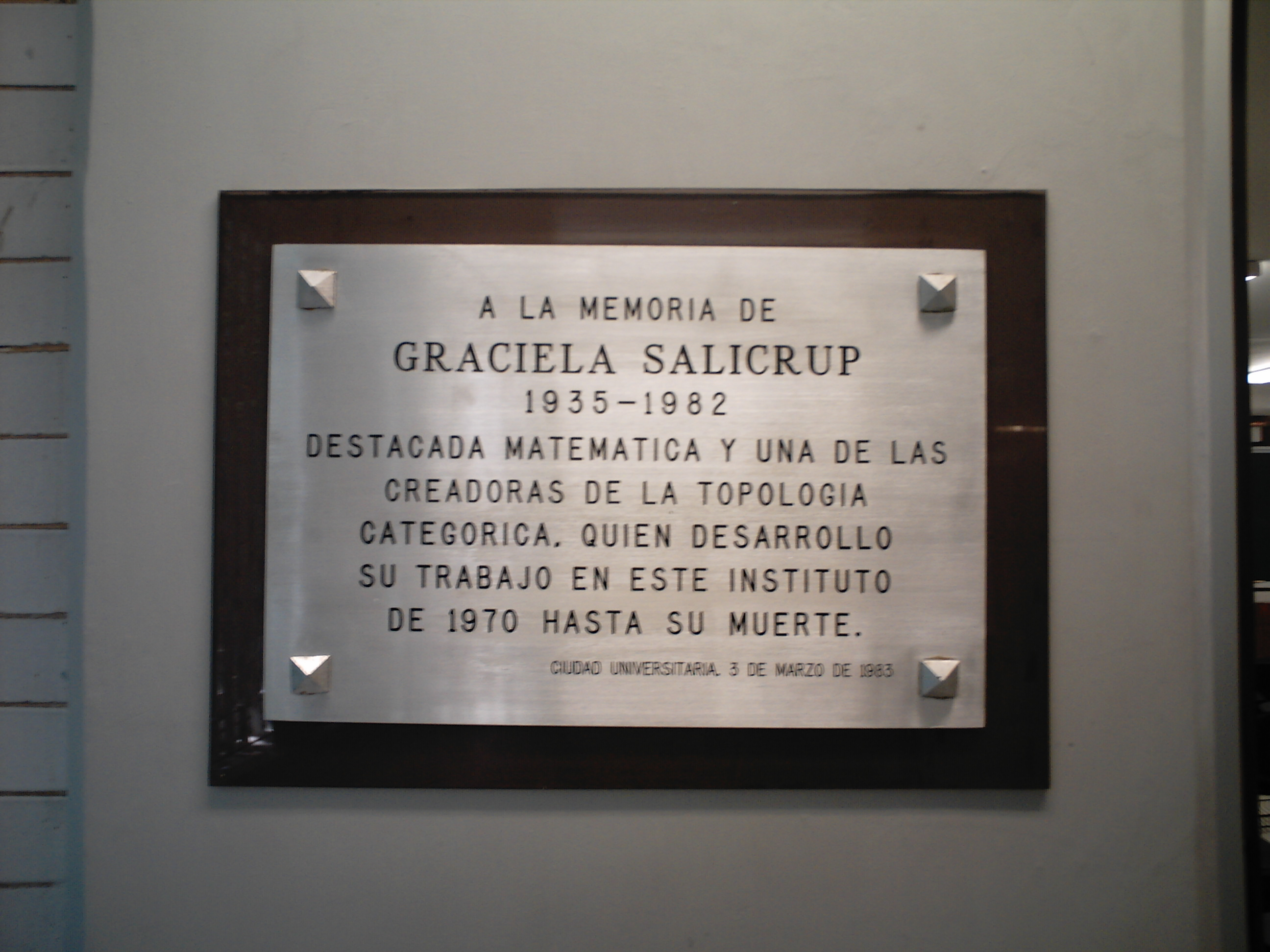
Placa en homenaje a Graciela Salicrup, ubicada en el Instituto de Matemáticas de la UNAM, en la puerta del salón que lleva su nombre.

## Obras
Como arquitecta:
- Laurette Séjourné, ¨La cerámica de Teotihuacán¨, Cuadernos Americanos, mayo-junio 1963. (Aparecen gráficas de los porcentajes de distintos tipos de cerámica hechas por Graciela).
- Laurette Séjourné, ¨Interpretación de un jeroglífico teotihuacano¨, Cuadernos Americanos, septiembre-octubre 1962. (Dibujos de Abel Mendoza y Graciela).
- Laurette Sejourné, Arquitectura y pintura en Teotihacán, México, siglo XXI Editores, 1966. (Levantamientos y perspectivas de Graciela).

Como matemática:
- Categorías de conexión (con Roberto Vázquez), Anales del Instituto de Matemáticas, 12 (1972), UNAM.
- Reflexividad y coconexidad en Top (con Roberto Vázquez), Anales del Instituto de Matemáticas, 12 (1972), UNAM.
- Epirreflexividad y conexidad en categorías concretas topológicas (tesis doctoral), Anales del Instituto de Matemáticas, 18 (1978), UNAM.
- Dispersed factorization structures (con Horst Herrlich y Roberto Vázquez), Canadian Journal of Mathematics, 31 (1979).
- Factorizations, denseneness, separation, and relatively compact objects (con Horst Herrlich y George Strecker), Proceedings of the 8th International